# ドイチェ・フースバルマイスターシャフト1940-1941
ドイチェ・フースバルマイスターシャフト 1940-1941 は、ドイツ国で開催された第34回目のサッカー全国大会である。SKラピートが優勝し、1回目のドイチャー・フースバルマイスターの座に就いた。

## 概要
第二次世界大戦下で行われた二回目のドイチェ・マイスターシャフトである。今季は戦争にともなう公式戦中止期間などはなく、ガウリーガの日程消化もおおむね順調に進んだので、予備予選は1941年3月30日-4月6日、グループステージは4月6日開幕に始まった。NSDAP政権は、戦争中も平時と同じように娯楽を与える事で、前線の軍が順調に勝ち続けているのだと、国民に印象付けようとしていたのである。
今シーズンは、サッカー界でも言語規制が行われた。「リーガ」が英語の「リーグ」に似ているという事で、ガウリーガは「シュポルトベライヒス・クラッセ」 (スポーツエリア・クラス、スポーツ地域級)に改名された。交戦国イギリスの英語が敵性言語とみなされたためである。
新たな名前を得た大管区最上位リーグは、開戦に伴う経済・交通等の混乱が沈静化して、再び1グループ編成の単純なリーグ戦として運営された。しかし、戦争と領土獲得に伴う大管区リーグの増加という大きな変化もあった。
ドイツはフランスとポーランドに勝利し、奪回または獲得した領土にバーデン＝エルザス大管区、ダンツィヒ＝ヴェストプロイセン帝国大管区、ヴァルテラント帝国大管区、ポーランド総督府を設置、それぞれスポーツ地域が新しく設置された。ただし、ダンツィヒは隣の東プロイセン大管区に組み込まれている。この中で、ポーランド総督府のガウリーガ・ゲネラル・ガヴァメントだけがDM開幕までに王者を決定できず、大会は1941年4月6日から21クラブで行われることになった。
シュポルトベライヒとその王者数は22クラブ、そのうちポーランド総督府の辞退で21クラブとなり、そして予備予選でもう1クラブ振るい落とす事になった。東部州予選 (Ostland-Qualifikation) と呼ばれたもので、ダンツィヒ＝ヴェストプロイセンとヴァルテラントの王者が対戦し、本大会GS出場の20クラブ目を決める。また、グループ1に入る東部地域のクラブが2つ増えて6クラブになったので、ここでもグループ2と同じ方式が導入された。内部に3クラブずつの下部グループA・Bを編成し、双方の勝者が準決勝進出をかけてグループ決勝を戦う。グループ3・4は、従来通り1グループ制である。
決勝では1938年ポカール勝者SKラピート・ヴィーンが、過去5回優勝の前回王者FCシャルケ04を下し、初優勝した。現オーストリアの (というより、戦後の東西ドイツ・統一ドイツに含まれない国・地域の) クラブがドイチャーマイスターとなった、史上唯一の例である。5回連続の決勝進出を果たしたシャルケは、1.FCニュルンベルクの持つ最多優勝回数に並ぶことはできなかった。

## 出場クラブ
（出典：）
| クラブ                             | 出場資格                                           |
| VfBケーニヒスベルク                | ガウリーガ・オストプロイセン1940-1941優勝          |
| ルフトヴァッフェンSVシュテッティン | ガウリーガ・ポンメルン1940-1941優勝                |
| テニス・ボルシア・ベルリン         | ガウリーガ・ベルリン=ブランデンブルク1940-1941優勝 |
| フォアヴェルツRaSpoグライヴィッツ  | ガウリーガ・シュレージエン1940-1941優勝            |
| ドレスナーSC                       | ガウリーガ・ザクセン1940-1941優勝                  |
| 1.SVイエナ                         | ガウリーガ・ミッテ1940-1941優勝                    |
| ハンブルガーSV                     | ガウリーガ・ノルトマルク1940-1941優勝              |
| ハノーファー96                     | ガウリーガ・ニーダーザクセン1940-1941優勝          |
| FCシャルケ04                       | ガウリーガ・ヴェストファーレン1940-1941優勝        |
| TuSヘレネ・アルテンエッセン        | ガウリーガ・ニーダーライン1940-1941優勝            |
| VfLケルン1899                      | ガウリーガ・ミッテルライン1940-1941優勝            |
| ボルシア・フルダ                   | ガウリーガ・ヘッセン1940-1941優勝                  |
| キッカース・オッフェンバッハ       | ガウリーガ・ズュートヴェスト1940-1941優勝          |
| VfLネッカーアウ                    | ガウリーガ・バーデン1940-1941優勝                  |
| シュトゥットガルター・キッカース   | ガウリーガ・ヴュルテンブルク1940-1941優勝          |
| TSV1860ミュンヘン                  | ガウリーガ・バイエルン1940-1941優勝                |
| NSTGプラーク                       | ガウリーガ・ズデーテンラント1940-1941優勝          |
| SKラピート・ヴィーン               | ガウリーガ・オストマルク1940-1941優勝              |
| FCミュールハオゼン93               | ガウリーガ・エルザス1940-1941優勝                  |
| オストラント予備予選の勝者         |                                                    |

### オストラント予備予選
| クラブ                       | 出場資格                                               |
| プロイセン・ダンツィヒ       | ガウリーガ・ダンツィヒ=ヴェストプロイセン1940-1941優勝 |
| ルフトヴァッフェンSVポーゼン | ガウリーガ・ヴァルテラント1940-1941優勝                |

## オストラント予備予選
- 開催日：1941年3月30日
- 会場：プロイセンプラッツ・ビショフスベルク (ダンツィヒ)

!Stadion
| プロイセン・ダンツィヒ                                                              | 2:2 (0:2) | LSVポーゼン |
| プロイセン・ダンツィヒ                                                              | 中止      | LSVポーゼン |
| LSVポーゼンがセカンドレグを棄権したため、プロイセン・ダンツィヒが本選出場を決めた。 |           |             |

## グループステージ

### グループ1

#### グループ1A
対象地域：ダンツィヒ=ヴェストプロイセン、ポンメルン、シュレージエン。
| 順 | チーム                            | 試 | 勝 | 分 | 敗 | 得 | 失 | 得率  | 点 | 出場権            |     | VRG | LSV | DAN |
| -- | --------------------------------- | -- | -- | -- | -- | -- | -- | ----- | -- | ----------------- | --- | --- | --- | --- |
| 1  | フォアヴェルツRaSpoグライヴィッツ | 4  | 2  | 1  | 1  | 9  | 5  | 1.800 | 5  | グループA決勝進出 |     | —   | 3–1 | 4–1 |
| 2  | LSVシュテティーン                 | 4  | 1  | 2  | 1  | 8  | 9  | 0.889 | 4  |                   |     | 3–2 | —   | 1–1 |
| 3  | プロイセン・ダンツィヒ            | 4  | 0  | 3  | 1  | 5  | 8  | 0.625 | 3  |                   | 0–0 | 3–3 | —   |     |

### グループ1A試合結果
- 開催日：1941年4月6日・13日・20日・27日、5月4日・11日
- 会場：ヤーンシュターディオン (グライヴィッツ)、アルベルト=フォルスター=カンプフバーン (ダンツィヒ)、プロイセン=プラッツ / SCプラッツ・アム・エッカーベルガー・ヴァルト (シュテティーン)

| チーム #1                         | スコア    | チーム #2                         |
| --------------------------------- | --------- | --------------------------------- |
| フォアヴェルツRaSpoグライヴィッツ | 3:1 (1:0) | LSVシュテッティン                 |
| プロイセン・ダンツィヒ            | 3:3 (0:1) | LSVシュテッティン                 |
| プロイセン・ダンツィヒ            | 0:0       | フォアヴェルツRaSpoグライヴィッツ |
| LSVシュテッティン                 | 1:1 (1:0) | プロイセン・ダンツィヒ            |
| LSVシュテッティン                 | 3:2 (3:2) | フォアヴェルツRaSpoグライヴィッツ |
| フォアヴェルツRaSpoグライヴィッツ | 4:1 (2:0) | プロイセン・ダンツィヒ            |

プロイセン・ダンツィヒのホームスタジアムには、大管区指導者アルベルト・フォルスターの名前が付けられていた。

#### グループ1B
対象地域：ブランデンブルク、ザクセン、ズデーテンラント。
| 順 | チーム                     | 試 | 勝 | 分 | 敗 | 得 | 失 | 得率  | 点 | 出場権            |     | DRE | TBB | PRA |
| -- | -------------------------- | -- | -- | -- | -- | -- | -- | ----- | -- | ----------------- | --- | --- | --- | --- |
| 1  | ドレスデナーSC             | 4  | 4  | 0  | 0  | 11 | 4  | 2.750 | 8  | グループA決勝進出 |     | —   | 5–2 | 4–2 |
| 2  | テニス・ボルシア・ベルリン | 4  | 1  | 1  | 2  | 5  | 7  | 0.714 | 3  |                   |     | 0–1 | —   | 3–1 |
| 3  | NSTGプラーク               | 4  | 0  | 1  | 3  | 3  | 8  | 0.375 | 1  |                   | 0–1 | 0–0 | —   |     |

### グループ1B試合結果
- 開催日：1941年4月11日・14日・20日・27日、5月4日・11日
- 会場：シュターディオン・アム・ゲズントブルネン / オリンピアシュターディオン (ベルリン)、スラヴィア・スタディオン / スパルタ・スタディオン (プラーク)、シュターディオン・アム・オストラーゲヘーゲ (ドレスデン)

| チーム #1                  | スコア    | チーム #2                  |
| -------------------------- | --------- | -------------------------- |
| テニス・ボルシア・ベルリン | 3:1 (2:1) | NSTGプラーク               |
| テニス・ボルシア・ベルリン | 0:1 (0:0) | ドレスデナーSC             |
| NSTGプラーク               | 0:0       | テニス・ボルシア・ベルリン |
| ドレスデナーSC             | 4:2 (3:1) | NSTGプラーク               |
| ドレスデナーSC             | 5:2 (0:2) | テニス・ボルシア・ベルリン |
| NSTGプラーク               | 0:1 (0:0) | ドレスデナーSC             |

テニス・ボルシア-ドレスデナーSCは、1941年4月14日のイースターマンデーの開催。

#### グループ1決勝
会場：シュタディオン・アム・オストラゲヘーゲ、ヤーンシュタディオン
| チーム #1      | 合計 | チーム #2                         | 第1戦 | 第2戦 |
| -------------- | ---- | --------------------------------- | ----- | ----- |
| ドレスデナーSC | 6–0  | フォアヴェルツRaSpoグライヴィッツ | 3–0   | 3–0   |

### グループ2

#### グループ2A
対象地域：ミッテ、ノルトマルク、オストプロイセン。
| 順 | チーム              | 試 | 勝 | 分 | 敗 | 得 | 失 | 得率  | 点 | 出場権 |     | HSV | SVJ | KON |
| -- | ------------------- | -- | -- | -- | -- | -- | -- | ----- | -- | ------ | --- | --- | --- | --- |
| 1  | ハンブルガーSV      | 4  | 3  | 1  | 0  | 9  | 5  | 1.800 | 7  |        |     | —   | 2–1 | 3–1 |
| 2  | 1.SVイエナ          | 4  | 1  | 1  | 2  | 9  | 8  | 1.125 | 3  |        |     | 2–2 | —   | 2–4 |
| 3  | VfBケーニヒスベルク | 4  | 1  | 0  | 3  | 6  | 11 | 0.545 | 2  |        | 1–2 | 0–4 | —   |     |

### グループ2A試合結果
- 開催日：1941年4月6日・13日・20日・27日、5月4日・11日
- 会場：ローテンバウム=シュターディオン / ETVプラッツ (ハンブルク)、エルンスト=アベ=シュポルトフェルト (イエナ)、ホルスト=ヴェッセル=シュタディオン (ケーニヒスベルク)

| チーム #1           | スコア    | チーム #2           |
| ------------------- | --------- | ------------------- |
| ハンブルガーSV      | 3:1 (0:1) | VfBケーニヒスベルク |
| ハンブルガーSV      | 2:1 (1:0) | 1. SVイエナ         |
| 1. SVイエナ         | 2:4 (0:2) | VfBケーニヒスベルク |
| VfBケーニヒスベルク | 1:2 (0:1) | ハンブルガーSV      |
| 1. SVイエナ         | 2:2 (0:1) | ハンブルガーSV      |
| VfBケーニヒスベルク | 0:4 (0:2) | 1. SVイエナ         |

#### グループ2B
対象地域：ヘッセン、ニーダーザクセン、ヴェストファーレン。
| 順 | チーム           | 試 | 勝 | 分 | 敗 | 得 | 失 | 得率  | 点 | 出場権            |     | S04 | H96 | FUL |
| -- | ---------------- | -- | -- | -- | -- | -- | -- | ----- | -- | ----------------- | --- | --- | --- | --- |
| 1  | FCシャルケ04     | 4  | 4  | 0  | 0  | 16 | 2  | 8.000 | 8  | グループ2決勝進出 |     | —   | 4–0 | 4–0 |
| 2  | ハノーファー96   | 4  | 1  | 0  | 3  | 10 | 15 | 0.667 | 2  |                   |     | 1–6 | —   | 6–1 |
| 3  | ボルシア・フルダ | 4  | 1  | 0  | 3  | 6  | 15 | 0.400 | 2  |                   | 1–2 | 4–3 | —   |     |

### グループ2B試合結果
- 開催日：1941年4月6日・13日・20日・27日、5月4日・11日
- 会場：ヒンデンブルク=カンプフバーン (ハノーファー)、グリュックアウフ=カンプフバーン (ゲルゼンキルヘン)、シュタデイオン・ヨハンニサウ (フルダ)

| チーム #1        | スコア    | チーム #2        |
| ---------------- | --------- | ---------------- |
| ハノーファー96   | 6:1 (2:1) | ボルシア・フルダ |
| FCシャルケ04     | 4:0 (1:0) | ハノーファー96   |
| FCシャルケ04     | 4:0 (2:0) | ボルシア・フルダ |
| ボルシア・フルダ | 4:3 (1:1) | ハノーファー96   |
| ハノーファー96   | 1:6 (0:2) | FCシャルケ04     |
| ボルシア・フルダ | 1:2 (1:0) | FCシャルケ04     |

#### グループ2決勝
会場：シュタディオン・ローテ・エアデ、シュタディオン・ホーエルフト
| チーム #1    | 合計 | チーム #2      | 第1戦 | 第2戦 |
| ------------ | ---- | -------------- | ----- | ----- |
| FCシャルケ04 | 3–1  | ハンブルガーSV | 3–0   | 0–1   |

### グループ3
対象地域：エルザス、ミッテルライン、ニーダーライン、ズュートヴェスト。
| 順 | チーム                       | 試 | 勝 | 分 | 敗 | 得 | 失 | 得率  | 点 | 出場権     |     | K99 | KOF | HEA | M93 |
| -- | ---------------------------- | -- | -- | -- | -- | -- | -- | ----- | -- | ---------- | --- | --- | --- | --- | --- |
| 1  | VfLケルン1899                | 6  | 4  | 1  | 1  | 19 | 12 | 1.583 | 9  | 準決勝進出 |     | —   | 3–1 | 3–1 | 6–1 |
| 2  | キッカース・オッフェンバッハ | 6  | 3  | 2  | 1  | 19 | 9  | 2.111 | 8  |            |     | 2–2 | —   | 1–1 | 5–1 |
| 3  | TuSヘレネ・アルテンエッセン  | 6  | 2  | 2  | 2  | 15 | 13 | 1.154 | 6  |            | 6–1 | 0–4 | —   | 5–2 |     |
| 4  | FCミュールハオゼン93         | 6  | 0  | 1  | 5  | 9  | 28 | 0.321 | 1  |            | 1–4 | 2–6 | 2–2 | —   |     |

### グループ3試合結果
- 開催日：1941年4月6日・13日・20日・27日、5月4日・11日
- 会場：ビーベラー・ベルク (オッフェンバッハ・アム・マイン)、ラートレンバーン・バオミンクハウスシュトラーセ (エッセン)、シュターディオン・アム・リーダーヴァルト (フランクフルト・アム・マイン)、シュポルトパルク・ホーエンベルク / ミュンガースドルファー・ラートレンバーン (ケルン)、マイナウ・シュタディオン (シュトラースブルク)

| チーム #1                    | スコア    | チーム #2                    |
| ---------------------------- | --------- | ---------------------------- |
| キッカース・オッフェンバッハ | 1:1 (1:0) | ヘレネ・アルテンエッセン     |
| VfLケルン1899                | 6:1 (5:1) | FCミュールハオゼン93         |
| ヘレネ・アルテンエッセン     | 5:2 (2:1) | FCミュールハウゼン 93        |
| キッカース・オッフェンバッハ | 2:2 (2:1) | VfLケルン1899                |
| VfLケルン1899                | 3:1 (2:0) | ヘレネ・アルテンエッセン     |
| FCミュールハウゼン93         | 2:6 (0:4) | キッカース・オッフェンバッハ |
| FCミュールハウゼン93         | 2:2 (2:2) | ヘレネ・アルテンエッセン     |
| VfLケルン1899                | 3:1 (2:0) | キッカース・オッフェンバッハ |
| FCミュールハオゼン93         | 1:4 (0:2) | VfLケルン1899                |
| ヘレネ・アルテンエッセン     | 0:4 (0:0) | キッカース・オッフェンバッハ |
| ヘレネ・アルテンエッセン     | 6:1 (3:1) | VfLケルン1899                |
| キッカース・オッフェンバッハ | 5:1 (1:1) | FCミュールハオゼン 93        |

- オッフェンバッハ-アルテンエッセン戦はビーベラー・ベルクで開催、観衆は5000人。[10]
- ケルン-アルテンエッセン戦は、ケルン・ホーエンベルク区のシュタディオン・ホーエンベルクで開催、観衆5000人。[11]

### グループ4
対象地域：ガウリーガ・バイエルン、バーデン、オストマルク、ヴュルテンブルク。
| 順 | チーム                           | 試 | 勝 | 分 | 敗 | 得 | 失 | 得率  | 点 | 出場権     |     | RWI | M60 | SKI | NEC |
| -- | -------------------------------- | -- | -- | -- | -- | -- | -- | ----- | -- | ---------- | --- | --- | --- | --- | --- |
| 1  | SKラピート・ヴィーン             | 6  | 4  | 1  | 1  | 24 | 5  | 4.800 | 9  | 準決勝進出 |     | —   | 2–0 | 1–1 | 8–1 |
| 2  | TSV1860ミュンヘン                | 6  | 3  | 1  | 2  | 14 | 11 | 1.273 | 7  |            |     | 2–1 | —   | 2–1 | 6–2 |
| 3  | シュトゥットガルター・キッカース | 6  | 1  | 2  | 3  | 11 | 16 | 0.688 | 4  |            | 1–5 | 3–3 | —   | 2–0 |     |
| 4  | VfLネッカーアウ                  | 6  | 2  | 0  | 4  | 10 | 27 | 0.370 | 4  |            | 0–7 | 2–1 | 5–3 | —   |     |

### グループ4試合結果
- 開催日：1941年4月13日・20日・27日、5月4日・11日・18日
- 会場：シュターディオン / Sportplatz an der Altriper Fähre (マンハイム)、アドルフ=ヒトラー=カンプフバーン (シュトゥットガルト)、プラター・シュターディオン (ヴィーン)、ハンス=ブラウン=カンプフバーン (ミュンヘン)、シュターデイオン・デーゲアロッホ (シュトゥットガルト)、

| チーム #1                        | スコア    | チーム #2                        |
| -------------------------------- | --------- | -------------------------------- |
| VfLネッカーアウ                  | 0:7 (0:2) | SKラピート・ヴィーン             |
| シュトゥットガルター・キッカース | 3:3 (2:0) | TSV1860ミュンヒェン              |
| SKラピート・ヴィーン             | 1:1 (0:1) | シュトゥットガルター・キッカース |
| TSV1860ミュンヘン                | 6:2 (1:2) | VfLネッカーアウ                  |
| TSV1860ミュンヒェン              | 2:1 (0:0) | SKラピート・ヴィーン             |
| シュトゥットガルター・キッカース | 2:0 (0:0) | VfLネッカーアウ                  |
| シュトゥットガルター・キッカース | 1:5 (0:2) | SKラピート・ヴィーン             |
| VfLネッカーアウ                  | 2:1 (2:1) | TSV1860ミュンヘン                |
| SKラピート・ヴィーン             | 8:1 (6:1) | VfLネッカーアウ                  |
| TSV1860ミュンヘン                | 2:1 (1:0) | シュトゥットガルター・キッカース |
| SKラピート・ヴィーン             | 2:0 (1:0) | TSV1860ミュンヒェン              |
| VfLネッカーアウ                  | 5:3 (0:0) | シュトゥットガルター・キッカース |

## 準決勝
会場：ヒンデンブルク=シュタディオン (ボイテン)、ラインシュタディオン
| チーム #1            | スコア | チーム #2     |
| -------------------- | ------ | ------------- |
| 1941年6月8日         |        |               |
| SKラピート・ヴィーン | 2–1    | ドレスナーSC  |
| FCシャルケ04         | 4–1    | VfLケルン1899 |

### 三位決定戦
会場：シュタディオン・アム・オストラゲヘーゲ
| チーム #1      | スコア | チーム #2     |
| -------------- | ------ | ------------- |
| 1941年6月22日  |        |               |
| ドレスデナーSC | 4–1    | VfLケルン1899 |

## 決勝
| SKラピート・ヴィーン                           | 4–3      | FCシャルケ04                       |
| ---------------------------------------------- | -------- | ---------------------------------- |
| ショース 60分 · ビンダー 62分 65分 (pen.) 71分 | レポート | ヒンツ 5分 58分 · エッペンホフ 8分 |

| SKラピート・ヴィーン   |  |                            |
|                        |  |                            |
| GK                     |  | ルドルフ・ラフトル         |
| DF                     |  | シュテファン・ヴァーグナー |
| DF                     |  | ヘリバート・シュペアナー   |
| MF                     |  | フランツ・ヴァーグナー     |
| MF                     |  | レーオポルト・ゲアンハート |
| MF                     |  | シュテファン・スクーマル   |
| FW                     |  | ヴィリー・フィッツ         |
| FW                     |  | ゲオーク・ショース         |
| FW                     |  | フランツ・ビンダー         |
| FW                     |  | ヘアマン・ドゥヴォラツェク |
| FW                     |  | ハンス・ペッサー           |
| 監督                   |  |                            |
| レーオポルト・ニッチュ |  |                            |

| FCシャルケ04         |  |                              |
|                      |  |                              |
| GK                   |  | ハンス・クロット             |
| DF                   |  | ハンス・ボーネマン           |
| DF                   |  | オットー・シュヴァイスフアト |
| MF                   |  | ベアンハート・フュラー       |
| MF                   |  | オットー・ティブルスキー     |
| MF                   |  | ルドルフ・ゲレシュ           |
| FW                   |  | ヘアバート・ブアデンスキ     |
| FW                   |  | フリッツ・シェパン           |
| FW                   |  | ヘアマン・エッペンホフ       |
| FW                   |  | エアンスト・クツォーラ       |
| FW                   |  | ハインツ・ヒンツ             |
| 監督                 |  |                              |
| オットー・ファイスト |  |                              |

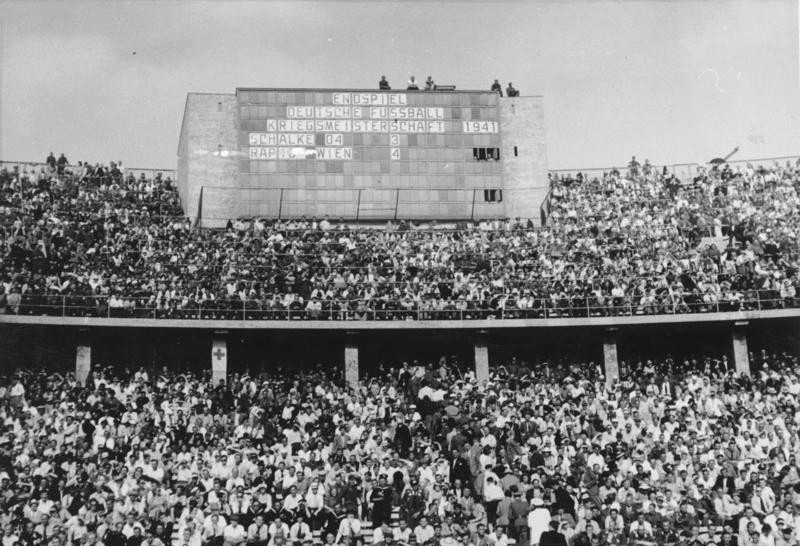
1941年6月22日の決勝戦、オリンピアシュタディオン・ベルリンのスタンド写真。71分以降と思われる。

ラピート・ヴィーンは、オーストリア勢2クラブ目となる決勝進出を果たした。二年前の決勝では先駆者アドミラがシャルケに0－9で大敗しており、ラピートはオーストリアサッカーの評判を回復する役目を担っていたのである。だが史上初の三連覇を狙う「王様の青」ことシャルケは、この試合でも6分にハインツ・ヒンツ、7分にヘルマン・エッペンホフが決めて、幸先よく二点のリードを奪う。
最終的にヒーローとなる、ラピートの主砲フランツ・ビンダーがPKのチャンスを失敗し、そのまま2－0のスコアで前半が終わった。後半に入り67分にヒンツがシャルケに三点目をもたらすと、やはり彼らのタイトル防衛は確実かと思われたのだが、しかしここから試合が一変し、ラピートが激しく美しいサッカーを披露した。
失点から三分後の60分、ラピートはロングパスを受けた右ウイングFWのゲオルク・ショースが一点を返すと、62分・63分とビンダーが続けざまにネットを揺らし、たった五分間でシャルケのセーフティリードは失われた。63分の同点ゴールはラピートのこの試合二本目のPKだったが、キッカーのビンダーは前半41分すでに一本外していたにも拘らず、強靭なメンタルできっちり決めた。
その七分後ヴィリー・フィッツがシャルケMFオットー・ティブルスキーに倒され、主審アドルフ・ラインハルトがラピートに直接FKを与える。キッカーを申し出たビンダーが短い助走から止めようのないシュートを叩き込み、ラピートが4－3と逆転した。残り20分は同点を狙うシャルケの一方的攻勢が続いたが、それでもラピートが守り切った。
シャルケの選手達は敗戦に納得いかない様子で、主審のおかしな判定で勝ち試合を壊されたと感じていた。主将エルンスト・クツォーラは準優勝バッジの受け取りを拒否している。一方専門家からは、シャルケの自信過剰やGKハンス・クロットの度重なるミスなどが、敗因として指摘された。